# 廣深港高速鐵路廣深段

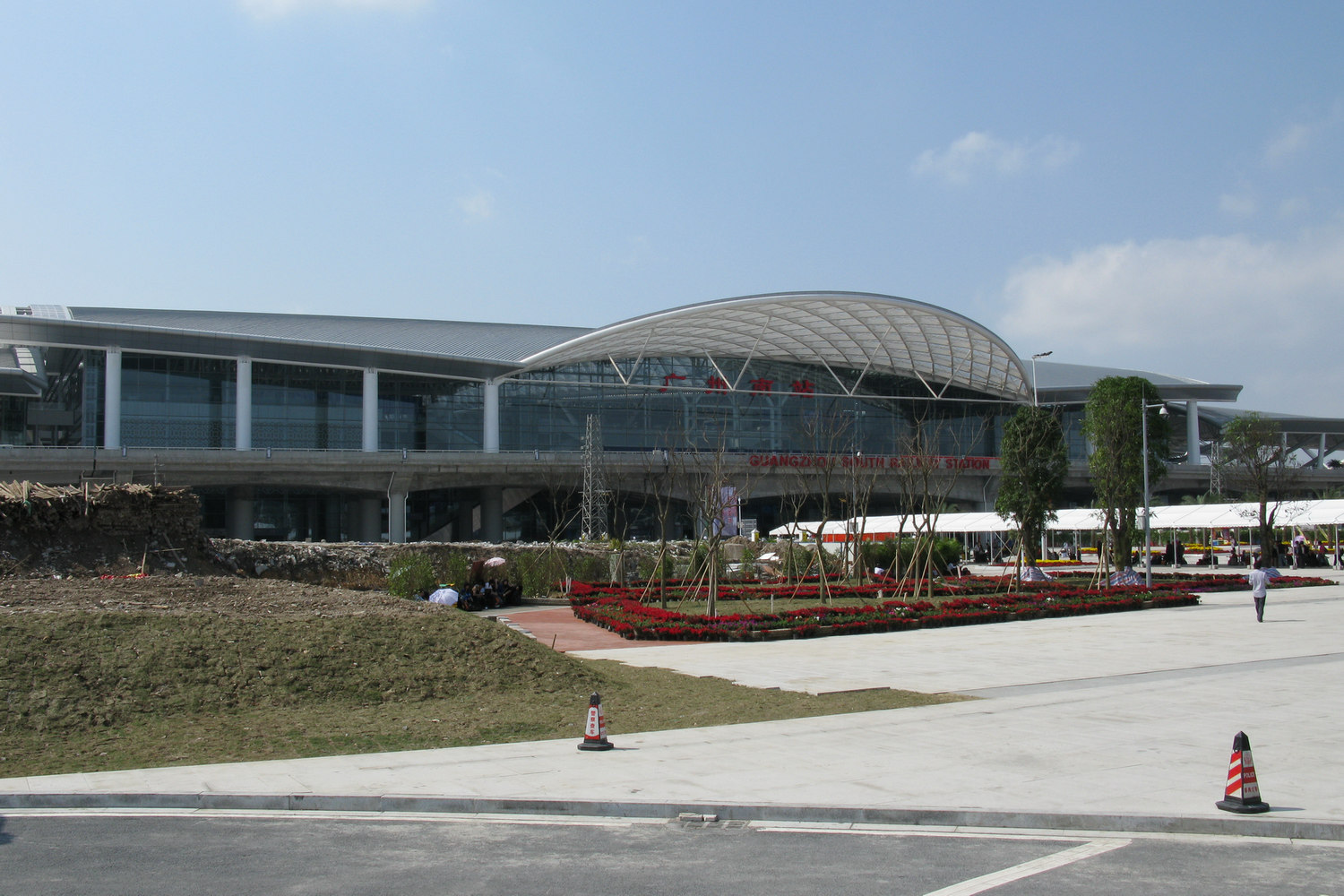
於2010年1月啟用的广州南站

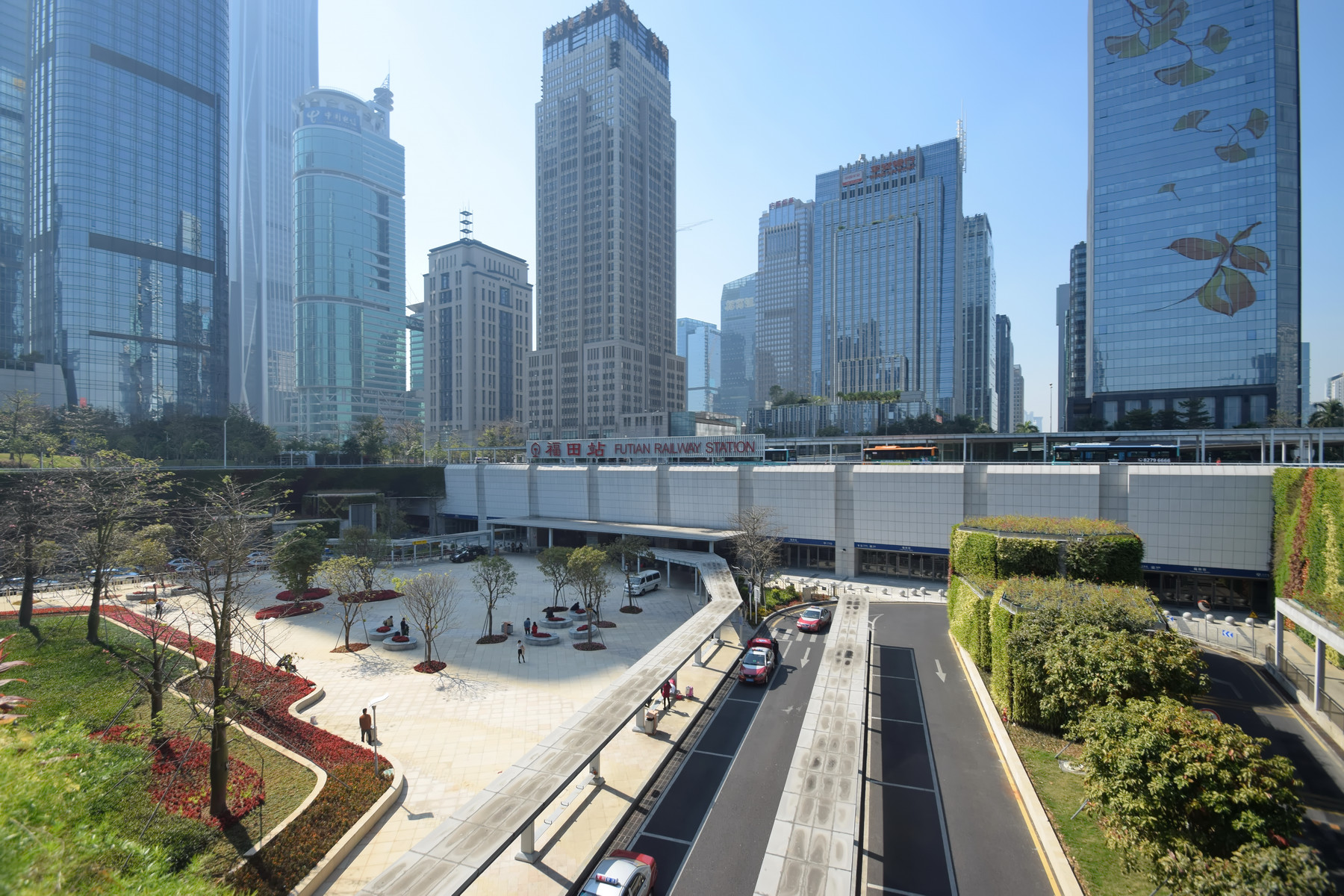
於2015年12月啟用的福田站

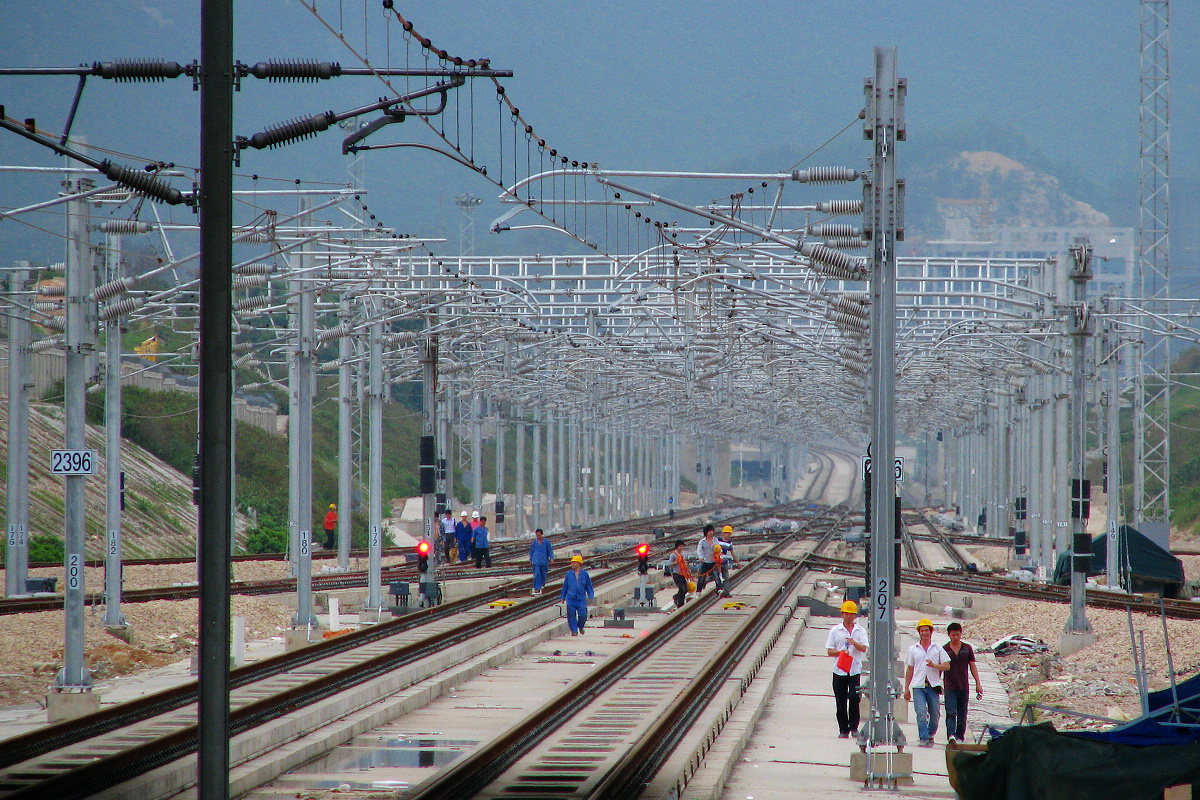
建设中的深圳段（2011年5月）

廣深港高速鐵路廣深段，是中國廣深港高速鐵路的部份，起于广州南站，止於與香港的邊界，正线全长105公里（DK1+600—DK106+600），设计速度为350公里/小时（其中狮子洋隧道250公里/小时，深圳北站至深港边界地下路段200公里/小时），运营时速为300公里/小时。铁路由位于广州市番禺区石壁街道的广州南站南端咽喉引出，经广州市番禺区的沙湾镇青罗峰（青蘿嶂）隧道、南沙区的东涌镇、黄阁镇等地，经狮子洋隧道后进入东莞市，经过东莞市沙田镇、虎门镇大岭山隧道、长安镇，进入深圳市经光明区、龙华区等地，穿越羊台山隧道，并分别在深圳市光明区、龙华区及福田区设光明城站、深圳北站和福田站。廣深港高速鐵路廣深段由中華人民共和國鐵道部與廣東省政府各按50%的股份出资组建广深港客运专线有限责任公司进行建设，投资成本約167億元人民幣。

## 歷史
2005年9月，国家发展和改革委员会正式批复了《广深港铁路客运专线广州至深圳段可行性研究报告》；同年12月18日正式动工兴建。2006年8月18日，广深港客运专线有限责任公司正式成立，负责廣深港高速鐵路的建设。原預計2010年12月28日广州南站到深圳北站段建成通车运营，2012年9月建成福田段。但由于南沙庆盛站至东莞虎门站之间的狮子洋隧道正面临复杂地层施工、江底对接施工等诸多艰难风险，成为影响高铁粤段竣工的“最后拦路虎”，故而原先已由2010年11月广州亚运举办前改为2010年12月28日的通车时间，又经过多次延后，在2011年夏季深圳大運前又發現多個技術問題，最後于2011年12月26日通车。

## 車站
廣深段設有6座鐵路站，分別是：
- 广州番禺的广州南站（距广州市中心17公里）
- 广州南沙东涌镇的庆盛站
- 東莞虎門的虎門站
- 深圳光明的光明城站
- 深圳龙华的深圳北站（距深圳市中心9.3公里）
- 深圳福田的福田站

廣深港高速鐵路在广州南站接駁武廣客運專線、廣珠城际铁路、贵廣客運專線和南廣铁路，亦在深圳北站接駁杭福深客运专线、赣深客运专线及粤西沿海高速铁路。

### 時間表
- 2005年12月18日：廣深港高速鐵路广深段动工。
- 2007年11月9日：广深港客运专线广深段全段控制性工程——狮子洋隧道开工[9]。狮子洋隧道全长10.8公里，是目前中国大陸最长、标准最高的盾构隧道，同时也是世界上行车速度最高的水底隧道。
- 2008年3月29日：全长4772米的羊台山隧道深圳端贯通[10]。
- 2008年8月20日：深圳福田站動工[11]。
- 2008年10月：开始生产所使用的CRTS-I型軌道板[12]。
- 2009年8月14日：全长2,056米的青罗峰隧道贯通[13]。
- 2011年3月12日：全长10,800米的狮子洋隧道贯通[14]。
- 2011年12月26日：广深段正式開通營運。
- 2015年12月30日：福田站開通營運。